# Герб Ясинуватського району
Герб Ясинуватського райо́ну — офіційний символ Ясинуватського району Донецької області, затверджений 31 липня 2006 року рішенням № 41/5-V сесії Ясинуватської районної ради.

## Опис
На лазуровому полі золоте спис із срібним наконечником у стовп, супроводжуваний з боків двома золотими колосками, нахиленими до країв щита. Зелена вирізана база завершена срібними ґонтами, що східчасто спадають до центру. Щит обрамлений вінком із золотих колосків, польових квітів і трави, перевитим лазуровою стрічкою з написом «Ясинуватський район».
Комп'ютерна графіка — В. М. Напиткін, К. М. Богатов.